# Nassarius moestus
Nassarius moestus är en snäckart som först beskrevs av Hinds 1844.  Nassarius moestus ingår i släktet nätsnäckor, och familjen Nassariidae. Inga underarter finns listade i Catalogue of Life.